# 磺胺喹噁啉
磺胺喹恶啉（Sulfaquinoxaline），又名N-2-喹噁啉基-4-氨基苯磺酰胺，是一种禽畜用磺胺药，可用于治疗禽、兔所患之球虫病。